# Polska na Młodzieżowych Mistrzostwach Europy w Lekkoatletyce 2007
Polska na Młodzieżowych Mistrzostwach Europy w Lekkoatletyce 2007 – reprezentacja Polski podczas kolejnej edycji czempionatu Starego Kontynentu dla zawodników do lat 23 zdobyła 9 medali w tym cztery złote.

## Rezultaty

### Mężczyźni
- bieg na 100 metrów
  - Dariusz Kuć zajął 5. miejsce
  - Mikołaj Lewański odpadł w półfinale
  - Robert Kubaczyk odpadł w eliminacjach
- bieg na 200 metrów
  - Krzysztof Jabłoński odpadł w półfinale
  - Mateusz Pluta odpadł w półfinale
  - Dariusz Kuć odpadł w eliminacjach
- bieg na 400 metrów
  - Kacper Kozłowski zajął 3. miejsce
- bieg na 800 metrów
  - Marcin Lewandowski zajął 1. miejsce
- bieg na 1500 metrów
  - Adrian Danilewicz nie ukończył biegu finałowego
- bieg na 5000 metrów
  - Kamil Murzyn zajął 13. miejsce
  - Radosław Kłeczek zajął 16. miejsce
- bieg na 10 000 metrów
  - Artur Kozłowski zajął 7. miejsce
  - Arkadiusz Gardzielewski zajął 8. miejsce
  - Damian Witkowski zajął 21. miejsce
- bieg na 400 metrów przez płotki
  - Kamil Barański nie wystąpił w eliminacjach
- bieg na 3000 metrów z przeszkodami
  - Marcin Chabowski zajął 5. miejsce
  - Mateusz Demczyszak zajął 9. miejsce
  - Łukasz Parszczyński nie został sklasyfikowany w biegu finałowym (dyskwalifikacja)
- sztafeta 4 × 100 metrów
  - Fabian Ziółkowski, Mikołaj Lewański, Mateusz Pluta i Dariusz Kuć nie ukończyli biegu finałowego
- sztafeta 4 × 400 metrów
  - Grzegorz Klimczyk, Patryk Baranowski, Piotr Dąbrowski i Kacper Kozłowski zajęli 2. miejsce
- chód na 20 kilometrów
  - Jakub Jelonek zajął 8. miejsce
  - Artur Brzozowski nie ukończył (dyskwalifikacja)
- skok o tyczce
  - Mateusz Didenkow zajął 9. miejsce
- skok w dal
  - Michał Rosiak zajął 1. miejsce
  - Marek Mikita odpadł w kwalifikacjach
- trójskok
  - Adrian Świderski zajął 2. miejsce
  - Wojciech Lewandowski zajął 8. miejsce
- pchnięcie kulą
  - Jakub Giża zajął 1. miejsce
  - Piotr Golba odpadł w kwalifikacjach
- rzut dyskiem
  - Bartosz Ratajczak zajął 4. miejsce
  - Kamil Grzegorczyk zajął 12. miejsce
- rzut oszczepem
  - Karol Jakimowicz zajął 6. miejsce

### Kobiety
- bieg na 100 metrów
  - Iwona Brzezińska odpadła w półfinale
  - Paulina Siemieniako odpadła w eliminacjach
- bieg na 200 metrów
  - Marta Jeschke zajęła 3. miejsce
  - Ewelina Klocek zajęła 4. miejsce
- bieg na 400 metrów
  - Bożena Łukasik zajęła 5. miejsce
- bieg na 800 metrów
  - Agnieszka Sowińska odpadła w eliminacjach
- bieg na 1500 metrów
  - Dominika Główczewska zajęła 6. miejsce
- bieg na 10 000 metrów
  - Maria Wojtkuńska zajęła 8. miejsce
- bieg na 3000 metrów z przeszkodami
  - Katarzyna Kowalska zajęła 1. miejsce
  - Iwona Lewandowska odpadła w eliminacjach
- sztafeta 4 × 100 metrów
  - Paulina Siemieniako, Ewelina Klocek, Marta Jeschke i Iwona Brzezińska zajęły 3. miejsce
- chód na 20 kilometrów
  - Katarzyna Kwoka zajęła 4. miejsce
  - Paulina Buziak zajęła 10. miejsce
  - Agnieszka Dygacz zajęła 13. miejsce
- skok wzwyż
  - Kamila Stepaniuk zajęła 4. miejsce
  - Justyna Kasprzycka zajęła 10.-11. miejsce
- skok o tyczce
  - Paulina Dębska zajęła 5. miejsce
  - Katarzyna Sowa odpadła w kwalifikacjach
- skok w dal
  - Joanna Skibińska zajęła 4. miejsce
- pchnięcie kulą
  - Magdalena Sobieszek zajęła 5. miejsce
  - Izabela Koralewska zajęła 10. miejsce
- rzut dyskiem
  - Katarzyna Jaworowska zajęła 5. miejsce
  - Izabela Koralewska zajęła 9. miejsce
- rzut młotem
  - Malwina Sobierajska zajęła 6. miejsce
  - Anita Włodarczyk zajęła 9. miejsce
  - Alicja Filipkowska odpadła w kwalifikacjach
- siedmiobój
  - Kamila Chudzik zajęła 4. miejsce